# Roman-Francesco Rogat

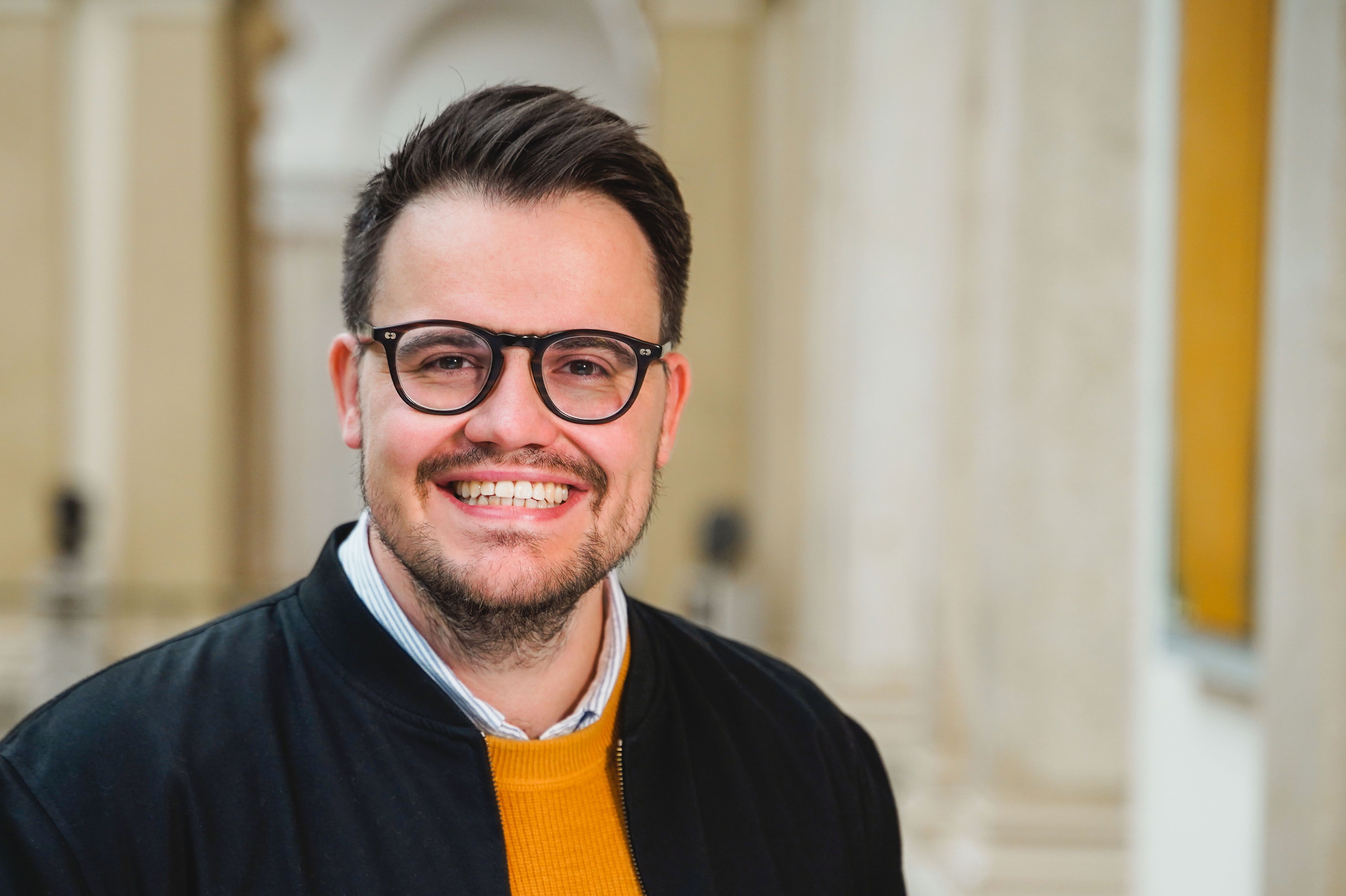
Roman-Francesco Rogat (2021)

Roman-Francesco Rogat (* 1. September 1989 in Ost-Berlin, DDR) ist ein deutscher Politiker (FDP). Von 2021 bis 2023 war er Mitglied im Abgeordnetenhaus von Berlin.

## Leben

### Ausbildung und Beruf
Rogat wuchs als Sohn einer alleinerziehenden Mutter in einem Plattenbau im Kosmosviertel im Osten Berlins auf. Er lebt seit seiner Geburt in Berlin und erreichte das Abitur am Hannah-Arendt-Gymnasium in Berlin-Rudow. Danach absolvierte er eine Ausbildung zum IT-Systemkaufmann und arbeitete als Datenbankadministrator in einem Start-up-Unternehmen. Im Jahr 2013 begann er ein Bachelorstudium.
Im Anschluss wurde er im Zuge des Einzugs der FDP in das Abgeordnetenhaus von Berlin im Jahr 2016 der Büroleiter und persönlicher Referent der stellvertretenden Fraktionsvorsitzenden Sibylle Meister und übte diese Tätigkeit bis 2021 aus. 

### Politik
Der FDP gehört Rogat seit Ende 2012 an und trat nach der Bundestagswahl 2013 den Jungen Liberalen bei. Danach wurde er Mitglied des Bezirksvorstandes der FDP-Treptow-Köpenick und 2014 Beisitzer und stellvertretender Landesvorsitzender der Jungen Liberalen Berlin.
Er war von 2015 bis 2018 Berliner Landesvorsitzender der Jungen Liberalen und bei der Bundestagswahl 2017 der Spitzenkandidat der Jungen Liberalen Berlin. In Marzahn-Hellersdorf amtiert er seit 2020 als Bezirksvorsitzender seiner Partei.
Bei der Abgeordnetenhauswahl 2021 erhielt Rogat ein Mandat über die Bezirksliste Marzahn-Hellersdorf. Im Abgeordnetenhaus war er Mitglied im Petitionsausschuss, im Ausschuss Digitalisierung und Datenschutz, im Ausschuss für Sport und im Unterausschuss Bezirke, Personal und Verwaltung sowie Produkthaushalt und Personalwirtschaft und Verwaltungsdigitalisierung. Er war Sprecher für Datenschutz, Informationsfreiheit, Verwaltungsmodernisierung und Petitionen seiner Fraktion. Nach dem Scheitern der FDP an der Fünfprozenthürde bei der Wiederholungswahl zum 19. Abgeordnetenhaus im Februar 2023 schied er aus dem Parlament aus.